# Abana (pripravek)
Abana se imenuje ajurvedska mešanica zelišč in mineralov, ki zmanjšuje pogostost in jakost napadov angine pektoris.
To je alternativni način zdravljenja, ki je lahko dodatek, ne pa nadomestilo konvencionalnega zdravljenja.